# Второкостянтинівка

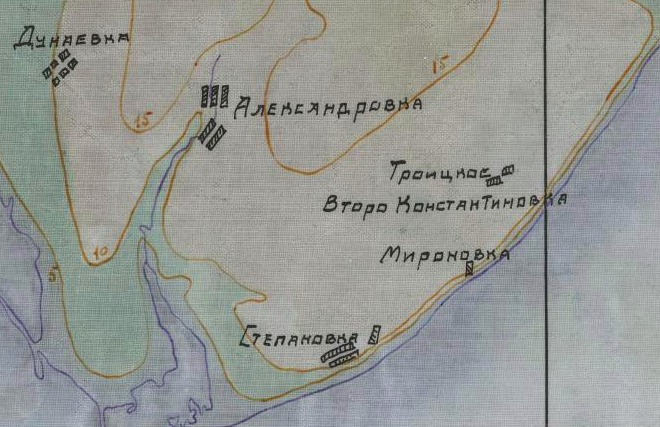
Фрагмент орографічної мапи Бердянського повіту за 1922 рік

Второкостянтинівка — (інші написання - Второ-Константинівка, Константинівка Друга, рос. Второ-Константиновка, Константиновка 2-я) колишнє село, входило до складу Бердянського повіту та Мелітопольського повіту

## З історії
Засноване "при колодязях" українцями, переселенцями із земель за Дунаєм - Добруджі. За описом населених пунктів Російської імперії, станом на 1859–1873 роки в Второкостянтинівці налічувалось 32 дворів, в яких мешкало 119 жителів (68 чоловіків та 51 жінка). 
Мешканці Второкостянтинівки належали до православної парафії села Георгіївка 
Фіксується на орографічній мапі Бердянського повіту за 1922 рік як окремий населений пункт безпосередньо на межі з селом Троїцьким.   Обидва сели злились в одне на межі 1920-1930-з років, і 1938 року об'єднаний населений пункт отримав назву Чкалове.